# Pallachira
Pallachira là một chi bướm đêm thuộc họ Erebidae.